# Platyconchoecia prosadene
Platyconchoecia prosadene är en kräftdjursart som först beskrevs av G. W. Müller 1906.  Platyconchoecia prosadene ingår i släktet Platyconchoecia och familjen Halocyprididae. Inga underarter finns listade i Catalogue of Life.